# Ghép nội tạng ở Trung Quốc

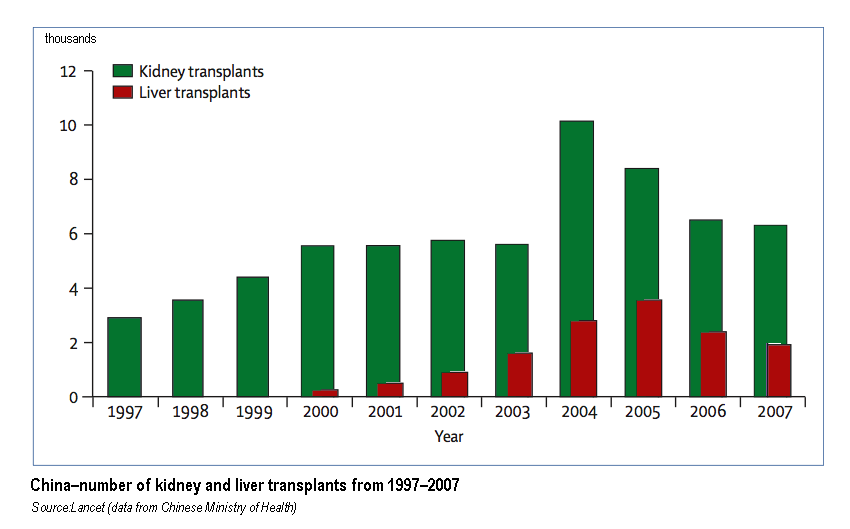
Xu hướng trong ghép gan và cấy thận tại Cộng hòa Nhân dân Trung Hoa (1997-2007)

Cấy ghép cơ quan tạng ở Trung Quốc, như những ghi chép, đã được thực hiện từ những năm 1960. Đỉnh cao là năm 2004 với 13.000 cấy ghép được ghi nhận; đến năm 2006, con số giảm xuống 11.000, đặt Trung Quốc ở vị trí đứng thứ hai trên thế giới trong ngành Cấy ghép cơ quan tạng tính theo số lượng cấy ghép hàng năm.
Cộng đồng chuyên môn quốc tế bắt đầu thực sự chú ý đến hoạt động cấy ghép tạng ở Trung Quốc khi mà: (i) Trung Quốc đột nhiên bùng nổ lĩnh vực cấy ghép tạng kể từ 2000, và chỉ không đầy 4 năm trở thành cường quốc thứ hai trong lĩnh vực cấy ghép cơ quan tạng, trong khi Trung Quốc mới thực sự cải cách kinh tế từ những năm 1990, đồng thời Trung Quốc không đạt được tiến bộ theo tỷ lệ tương ứng trong các lĩnh vực Y khoa tương tự; (ii) thời thời gian chờ đợi để nhận cơ quan tạng ở Trung Quốc là ngắn một cách bất thường (thậm chí 1 tuần), trong khi ở các quốc gia khác là hàng năm trời; (iii) các nhân chứng lên tiếng về vấn đề vi phạm nhân quyền, đặc biệt là năm 2006, một nhân chứng đã đưa ra lời chứng về việc Trung Quốc đang mổ cướp tạng của 3.000-4.000 tù nhân chỉ trong hơn 2 năm ở một bệnh viện, mà phần đông là tù nhân lương tâm gồm các học viên Pháp Luân Công.
Sau đó là các điều tra và kết quả điều tra được công bố, chỉ ra rằng các tù nhân ở Trung Quốc đang là nạn nhân của nạn cướp tạng. Hiện nay các cộng đồng quốc tế và chính phủ đã chính thức lên tiếng về vấn đề này.

## Diễn biến trước năm 2006

### Bối cảnh luật pháp và vấn đề đạo đức
Văn hoá truyền thống của người Hoa cho rằng người chết cần được "nhập thổ vi an", do đó rất bài xích việc động đến thân thể người đã khuất. Thu hoạch cơ quan tạng từ tù nhân bị hành quyết trước vẫn bị cấm ở Trung Quốc, tuy nhiên một đạo luật ban hành năm 1984, đã hợp pháp hoá việc thu hoạch tạng từ tù nhân bị kết án tử hình với điều kiện tù nhân và/hoặc gia đình đồng ý, hoặc là trong trường hợp không có ai nhận xác. Trên toàn thế giới, mổ cắp tạng là phạm pháp và là phi đạo đức. Hiện nay, Trung Quốc là quốc gia duy nhất trên thế giới còn chính thức lấy tạng từ tù nhân.
Nhưng với hiện trạng nhân quyền ở Trung Quốc, có rất nhiều câu hỏi đặt ra rằng có đúng là những tù nhân đó đã thực sự tình nguyện hay không. Những chỉ trích như vậy đã xuất hiện từ những năm 1990.

### Những quan ngại và chỉ trích
Tổ chức Y tế Thế giới (WHO) đã lên án việc mua bán cơ quan tạng người ở Trung Quốc tại Brussels năm 1985, tại Stockholm năm 1994. và tại Madrid năm 1987.
Tổ chức Y tế Thế giới (WHO) đã lên án hoạt động thu hoạch tạng từ tù nhân trong khi không có cơ chế đảm bào nguồn tạng minh bạch, tức là cơ chế đảm bảo rằng tù nhân và/hoặc người nhà thật sự đã đồng ý một cách hợp pháp. Giới chuyên môn quốc tế và các nhóm hoạt động nhân quyền đã lên tiếng chỉ trích hoạt động thu hoạch tạng ở Trung Quốc từ những năm 1990 và đặt câu hỏi về nguồn tạng. Tổ chức Y tế Thế giới đã soạn thảo hướng dẫn quốc tế (WHA44.25) về vấn đề cấy ghép tạng người vào năm 1987, việc này đã có kết quả là công bố Nguyên lý chỉ đạo hoạt động cấy ghép cơ quan tạng, mô, và tế bào người của WHO  năm 1991.
Mặc dù có những chỉ trích và lên án như vậy, Trung Quốc vẫn không hề có cải thiện gì, ít nhất là về mặt đưa ra hành lang luật pháp cho hoạt động cấy ghép, hoặc triển khai chương trình hướng dẫn chỉ đạo về chuyên môn; cho nên hoạt động mua bán tạng vẫn diễn ra trong tình trạng như vậy.
Uỷ ban Đối ngoại thuộc Thượng nghị viện Hoa Kỳ đã tổ chức buổi điều trần năm 1995 về vấn đề mua bán bộ phận cơ thể người ở Trung Quốc; tại đó đã nhận được các nguồn tin và tuyên bố từ Tổ chức Ân xá Quốc tế, hãng thông tấn BBC, và các tài liệu của chính phủ Trung Quốc do nhà hoạt động nhân quyền Harry Wu cung cấp.
Tổ chức Y khoa Thế giới (WMA), Tổ chức Y khoa Hàn Quốc, và Tổ chức Y khoa Trung Quốc đã đi tới thoả thuận năm 1998 rằng có thể tiến hành liên kết điều tra; nhưng Trung Quốc đã không hợp tác như đúng thỏa thuận và đã chính thức rút lui vào năm 2000.
Tổ chức Ân xá Quốc tế đưa ra những bằng chứng rõ ràng về phối hợp giữa công an, toà án, và cơ sở y tế trong việc thu hoạch và mua bán tạng tù nhân bị hành quyết, với những xe van chuyên dụng để đảm bảo tính cơ động cho hoạt động này với cái tên "xe van tử thần". Thời điểm đó Tổ chức Ân xá Quốc tế đưa ra con số tù nhân bị hành quyết hàng năm là vào khoảng 1.770 (theo số tù nhân bị án từ hình thu thập được) và 8.000 (do Ân xá Quốc tế tính theo số tạng được bán ra). Thi thể thường bị hỏa thiêu trước khi người nhà hoặc nhân chứng thứ ba có thể chứng kiến.

### Sự kiện Vương Quốc Kỳ
Năm 2001, vấn đề này lại nổi lên khi tờ The Washington Post đưa tin bác sĩ Vương Quốc Kỳ có lời chứng lên Quốc hội Hoa Kỳ, rằng ông đã từng tham gia thu hoạch tạng từ những tù nhân bị hành quyết như thế nào, mà tù nhân cùng gia đình chưa hề trải qua sự tán đồng hợp pháp. Trong lời chứng bằng văn bản của mình, ông Vương kể rằng đã tham gia hơn 100 ca như vậy tại Thiên Tân, mà trong đó có ít nhất 1 ca được ông khẳng định rằng nạn nhân lúc bị mổ lấy tạng vẫn còn đang thở. Ngoài những vụ ông Vương trực tiếp tham gia, ông cũng chứng kiến những ca thu hoạch tạng khác để có tạng cung cấp cho người nước ngoài.
Thời điểm đó Trung Quốc thẳng thừng phản đối và tuyên bố rằng ông Vương đã nói dối. Tuy nhiên bốn năm sau, 2005, Trung Quốc đã công khai thừa nhận rằng tù nhân bị hành quyết đúng là nguồn cung của hoạt động ghép tạng (lúc này hoạt động ghép tạng đã tràn lan khắp nơi ở Trung Quốc).
Năm 2005, Tổ chức Y khoa Thế giới (WMA) đã yêu cầu Trung Quốc chấm dứt sử dụng tù nhân làm nguồn tạng cho hoạt động cấy ghép. Cuối năm đó, Thứ trưởng bộ Y tế, ông Hoàng Khiết Phu công nhận rằng 95% tạng ghép là từ tù nhân., và ông tuyên bố rằng Trung Quốc sẽ có biện pháp về vấn đề này.

## Sự kiện 2006 và cáo buộc tội ác mổ cướp tạng

### Nhân chứng 2006
Năm 2006 vấn đề lại dấy lên một lần nữa khi một nhân chứng khác tuyên bố rằng người chồng cũ của cô đã tham gia mổ cướp giác mạc mắt hơn 2.000 học viên Pháp Luân Công trong những năm từ 2001 đến cuối 2002 đầu 2003 tại Bệnh viên Tim mạch Tô Gia Đồn, nơi hai người từng cùng làm việc. Cô cũng đưa ra đánh giá rằng trong quãng thời gian đó khoảng 3.000-4.000 học viên Pháp Luân Công đã bị sát hại để lấy tạng. Tin tức này lần đầu công bố trên tờ The Epoch Times. Thông tin chi tiết của lời chứng được ghi chép trong Báo cáo Kilgour-Matas, và tường trình cụ thể trong cuốn sách Thu hoạch đẫm máu xuất bản năm 2009; trong đó ghi lại phỏng vấn rất chuyên nghiệp của luật sư nhân quyền và cũng từng là công tố viên và chuyên gia thẩm vấn David Kilgour với nhân chứng này.
Kể từ khi bắt đầu bùng nổ hoạt động cấy ghép tạng năm 2000, thì đến năm 2006, tổng số cấy ghép 6 năm đó đã lên tới cỡ 60.000. Thời gian để chờ đợi tạng tương thích ở Trung Quốc là quá ngắn (thậm chí 1 tuần), trong khi ở các quốc gia khác là phải mấy năm. Hai nhân tố đó đã khiến công chúng thế giới đã chú ý tới hiện tượng này ở Trung Quốc, và xã hội gọi đó là du lịch ghép tạng ở Trung Quốc.
Ngay cả khi Trung Quốc đã thừa nhận nguồn tạng của hoạt động cấy ghép là tù nhân bị hành quyết theo tuyên bố năm 2005 như đã dẫn, thì số tù nhân bị kết án tử hình (vốn dao động từ khoảng 1.700 hàng năm, mặc dù rất lớn so với các quốc gia khác) vẫn không cách nào giải thích được nguồn tạng của 60.000 ca cấy ghép nói trên.
Khác với tất cả các quốc gia phát triển ngành cấy ghép cơ quan tạng, Trung Quốc không hề có một chương trình khuyến khích hiến tặng. Như vậy, ở Trung Quốc chỉ có thể có một nguồn tạng duy nhất là từ tù nhân bị hành quyết (số ca ghép tạng do người thân cùng một gia đình hiến tặng là quá nhỏ bé, ít hơn 10 ca 1 năm). Như vậy, nếu những tù nhân mang án tử hình là không thể nào đủ số, vậy thì câu hỏi đặt ra là phải chăng những tù nhân vốn "không mang án tử hình" cũng nằm trong số bị hành quyết để trở thành nguồn tạng.
Nhìn lại, thời điểm bắt đầu bùng nổ hoạt động này là trùng với thời điểm Trung Quốc bắt đầu đàn áp Pháp Luân Công dẫn đến giam giữ hàng trăm nghìn, thậm chí hàng triệu học viên Pháp Luân Công như những tù nhân lương tâm, trong khi gia đình và thân nhân của học viên không biết được học viên đó đang ở đâu. Bởi vì chính sách đàn áp Pháp Luân Công cũng bức hại cả người nhà của học viên, do đó khi bị bắt, phần đông học viên không nói rằng họ là ai và ở đâu. Họ làm thế là để bảo vệ gia đình họ. Nhưng trên thực tế nhóm tù nhân này chính là nhóm tù nhân lương tâm mà không ai biết đến tung tích. Quãng 2004, 2005, hơn một nửa số người bị giam ở các trại tạm giam và trại lao động là học viên Pháp Luân Công. Số lượng học viên không xác định tên tuổi này chính là khớp với lời chứng nói trên về bệnh viện Tô Gia Đồn.
Mặc dù Trung Quốc không thừa nhận họ đang lấy tạng từ học viên Pháp Luân Công, nhưng Trung Quốc đã thừa nhận hoạt động lấy tạng từ tù nhân là có vấn đề, từ đó đưa ra điều luật cấm hoạt động cấy ghép tạng không tình nguyện vào năm 2007.

### Cáo buộc
Những gì nổi lên 2006 đã dẫn tới nhận thức mới về hoạt động cấy ghép cơ quan tạng ở Trung Quốc. Trong bối cảnh Trung Quốc đã trở thành nguồn cung tạng hàng đầu thế giới, hoạt động thu hoạch tạng với quy mô lớn như vậy thì nó đã không còn có thể được xem là một vi phạm nhân quyền bình thường do sự tắc trách hay vi phạm riêng lẻ không có tính quy luật, mà cần được đưa ra như là một cáo buộc xuất phát từ lương tri nhân loại rằng hoạt động thu hoạch cơ quan tạng là một tội ác có quy mô lớn, mà người ta vẫn quen gọi là nạn mổ cướp tạng. Nhìn chung, cáo buộc có thể được hiểu theo hai cấp độ như sau:
1. Bản thân việc lấy tù nhân bị hành quyết làm nguồn tạng cho hoạt động cấy ghép đã là vi phạm nhân quyền nghiêm trọng, khi mà Trung Quốc cấy ghép nhiều ca như vậy hàng năm trong tình trạng không có cơ chế minh bạch nguồn tạng.
2. Chênh lệch quá lớn giữa số tù nhân bị án tử hình và số ca ghép tạng dẫn đến việc nghi ngờ rằng trong những tù nhân bị hành quyết đang có phần đông là tù nhân không bị án tử hình. Trong đó thì học viên Pháp Luân Công là nhóm nạn nhân tiềm năng số 1, và cũng là nhức nhối nhất, vì những học viên không rõ tên tuổi đó là bị giam ở các trại lao động thậm và trại tạm giam, nghĩa là họ là loại tù nhân thậm chí còn chưa bị qua thủ tục pháp lý để ra bất kể án gì[30].

Trong 2 ý cáo buộc trên, thì ý 1 về căn bản là không cần xác minh thêm, vì vấn đề nguồn tạng không minh bạch đã được đặt ra từ lâu, kể từ những năm 1980 1990, hơn nữa Trung Quốc cũng đã thừa nhận. Chừng nào Trung Quốc chưa công khai ra công chúng và cho phép kiểm định từ bên thứ ba về số tù nhân bị án tử hình và chứng thực tính tự nguyện của tù nhân, thì vấn đề vẫn được nhận thức như vậy.

### Điều tra và báo cáo của David Kilgour và Davis Matas
Hai ông David Kilgour và David Matas đã tiến hành điều tra vấn đề này. Báo cáo đầu tiên vào năm 2006, và sau đó được hiệu chỉnh một chút và công bố laị vào đầu năm 2007. Sau đó, hai ông xuất bản cuốnThu hoạch đẫm máu năm 2009.
Sau khi điều tra, hai ông tuyên bố kết quả rằng: Quả thực, các học viên Pháp Luân Công vô tội đã và đang bị giết hại để trích lấy cơ quan tạng của họ và Hoạt động thu hoạch tạng không cần đồng ý từ các học viên Pháp Luân Công là đã tồn tại và tiếp tục tiếp diễn cho đến hiện nay trên quy mô rộng lớn. Chúng tôi kết luận rằng: Chính phủ Trung Quốc và các cơ quan của họ trên khắp nước, đặc biệt là các bệnh viện, các trại tạm giam và các "toà án nhân dân", từ năm 1999 đã giết hại một lượng rất lớn nhưng không rõ con số bao nhiêu các tù nhân lương tâm là học viên Pháp Luân Công.
Kết luận trên được căn cứ từ nhiều nhân tố: Bối cảnh Trung Quốc, cuộc đàn áp Pháp Luân Công và lượng học viên Pháp Luân Công không khai họ tên đang bị giam, các con số của ngành, phỏng vấn các bệnh nhân từng mua tạng ở Trung Quốc, bằng chứng từ các bệnh viện, hiện tượng bất thường là các học viên Pháp Luân Công dù bị ngược đãi nhưng vẫn được kiểm tra sức khoẻ và lấy mẫu máu, điều tra bằng cách đóng vai bệnh nhân muốn mua tạng gọi điện tới các bệnh viện Trung Quốc,...
Các cuộc phỏng vấn điện thoại các điều tra viên với các trung tâm ghép tạng ở Trung Quốc là những bằng chứng tin cậy tiết lộ việc mổ cắp nội tạng có hệ thống ở Trung Quốc; trong đó ít nhất 17 tỉnh của Trung Quốc có tồn tại cơ sở ghép tạng hoặc trại tạm giam cũng như toà án nhân dân mà trong đó đã có nhân viên thừa nhận rằng cơ quan tạng được lấy từ các học viên Pháp Luân Công bị giam giữ. Điều này cho thấy mổ cướp tạng ở Trung Quốc đã lan rộng..
Như hai ông phân tích trong cuốn sách Thu hoạch đẫm máu, thì mặc dù đối với người ngoài, tội ác này ở Trung Quốc là điều gì đó rất gây sốc, nhưng đối với bộ máy cấy ghép cơ quan tạng của Trung Quốc, thì đó chẳng qua là một bước tiến tiếp mà thôi:
1. Trung Quốc vốn đã có lịch sử lấy tạng từ tù nhân từ lâu rồi; thực tế, có thể coi tù nhân bị hành quyết là nguồn tạng duy nhất cho ngành cấy ghép. Điều này khác với các quốc gia khác mà phát triển ngành này, nơi tồn tại công khai một hệ thống thu gom các tạng quyên hiến.
2. Phạm vi án tử hình của Trung Quốc không chỉ dành cho tội phạm bạo lực và nguy hiểm; những vi phạm kinh tế và tù nhân lương tâm cũng có thể có khung phạt tử hình. Nghĩa là, trước khi bùng nổ ghép tạng ở Trung Quốc, đã là như vậy.
3. Trong con mắt của bộ máy Trung Quốc, học viên Pháp Luân Công cũng là một loại tù nhân như tù nhân lương tâm mà thôi. Thậm chí còn tệ hại hơn, vì học viên bị các tuyên truyền vu khống bôi đen phẩm giá[30], bị hoàn toàn cách ly khỏi người thân, và số lượng cũng rất lớn.
4. Sau cải cách kinh tế, cả Y tế và Quân đội Trung Quốc đều cần kinh doanh để kiếm tiền phục vụ cho hoạt động của mình. Và cấy ghép tạng là một lĩnh vực kinh doanh rất có lãi. Xưa nay họ vẫn là lấy tạng từ tù nhân, và bây giờ thì họ vẫn là làm thế, chẳng qua số lượng học viên Pháp Luân Công bị giam cầm rất là đông. Nhất là khi khi hoạt động này đem lại lợi nhuận rất lớn[34].

Điều tra cũng chỉ ra rằng ở Trung Quốc thì không chỉ các cơ sở y tế là có liên quan trực tiếp mà quân đội và toà án cũng liên quan. Trong những bệnh nhân được phỏng vấn, có những bệnh nhân gặp khó khăn trong việc tìm tạng ở bệnh viện dân sự, nhưng đã dễ dàng tìm được tạng từ bệnh viện quân đội. Những điều tra bằng cách gọi điện thoại tới bệnh viện Trung Quốc để hỏi về khả năng có tạng không, nhiều lúc được đề nghị sang hỏi thẳng toà án địa phương.
David Matas là luật sư Canada, chuyên về vấn đề tị nạn và di trú, đồng thời cũng là nhà hoạt động nhân quyền. David Kilgour cũng là luật sư, từng là công tố viên, từng giữ chức quốc vụ khanh Canada, từng là nghị sĩ quốc hội, nay là nhà hoạt động nhân quyền.

### Điều tra và chất vấn từ Liên Hợp Quốc
Năm 2007, xuất phát từ báo cáo của ông Manfred Nowak, Báo cáo viên Đặc biệt của Liên Hợp Quốc về vấn đề tra tấn và bà Asma Jahangir, Báo cáo viên Đặc biệt của Liên Hợp Quốc về vấn đề tín ngưỡng, Liên Hợp Quốc đã có chất vấn Trung Quốc về một loạt vấn đề nhân quyền; mà một trong đó là vấn đề mổ cướp tạng, yêu cầu Trung Quốc có câu trả lời về nguồn tạng cho sự bùng nổ số ca cấy ghép ở Trung Quốc tính từ năm 2000.
Trung Quốc không có câu trả lời thoả đáng cho chất vấn này.
Vì vậy năm 2008, Liên Hợp Quốc lại chất vấn lại đúng vấn đề đã nêu ra trong năm 2007.
Lần này cũng như lần trước, cũng không nhận được câu trả lời thoả đáng.
Trong một lần phỏng vấn với The Epoch Times năm 2009, ông Malfred Nowak đã than phiền "Chính quyền Trung Quốc vẫn đóng kín và không trong suốt [vấn đề nguồn tạng]" "Vẫn phải xem xem tại sao hoạt động cấy ghép tạng ở Trung Quốc tăng vọt kể tử 1999, trong khi số người tình nguyện hiếng tặng quá nhỏ so với con số đó", "Các học viên Pháp Luân Công bị tiêm một liều thuốc trụy tim, và họ nếu không chết trong quá trình bị thu hoạch tạng thì cũng sẽ chết ngay sau đó", "Không hề có dấu hiệu cải thiện tình hình. Hầu hết người bị giam ở các trại lao động là người theo Pháp Luân Công. Thật kinh khủng khi biết rằng họ bị giam giữ mà không cần xử án. Vẫn không có cải thiện gì ở Trung Quốc về vấn đề này."
Cơ chế Rà soát Định kỳ Phổ quát (UPR) của Hội đồng Nhân quyền Liên Hợp Quốc, theo định kỳ, vào tháng 9 năm 2009 là đến phiên rà soát vấn đề nhân quyền ở Trung Quốc, thì vấn đề mổ cướp tạng cũng được đặt ra. Nhưng Trung Quốc đã (i) không đồng ý với đề xuất cho bên thứ ba vào điều tra nguồn tạng; (ii) không đưa ra giải thích hợp lý cho sự tăng đột biến của nguồn tạng; (iii) không đồng ý với những kiến nghị nhằm đưa thủ phạm nạn mổ cướp tạng ra công lý
Tháng 3-2014, trong buổi họp của Hội đồng Nhân quyền Liên Hợp Quốc, vấn đề này lại được đưa ra. Bà Anne-Tamara Lorre, đại biểu của Canada nói rõ: "Chúng tôi vẫn quan ngại về những đàn áp mà các học viên Pháp Luân Công và các nhóm tín ngưỡng đang phải gánh chịu ở Trung Quốc, và vẫn phiền lòng trước những báo cáo rằng hoạt động ghép tạng dang diễn ra mà người bị lấy tạng không hề được đồng ý một cách tự do và khi có đủ thông tin."

### Điều tra và báo cáo của Ethan Gutmann
Ethan Gutmann, một nhà báo có chuyên môn về điều tra và chuyên về đề tài Trung Quốc, ngày 12 tháng 12 năm 2012, tại một phiên điều trần dành để nghe trình bày các ý kiến chuyên môn tại Quốc hội Hoa Kỳ, đã đưa ra lời chứng về thi thể sau khi bị mổ cướp tạng, lời chứng của y tá và bác sĩ phẫu thuật đã từng trực tiếp tham gia mổ cướp tạng của tù nhân lương tâm tại Trung Quốc..
Tháng 8 năm 2014, ông xuất bản cuốn sách Kẻ Đồ tể: Tàn sát, Lấy tạng, Bí mật về cách xử lý vấn đề bất đồng quan điểm ở Trung Quốc. Trên giới thiệu cuốn sách này của nhà sách Amazon, có đoạn viết: "Tàn sát người sống, đó là kết luận thẳng thừng sau những điều tra toàn diện về bí mật cách Trung Quốc loại bỏ những người bất đồng quan điểm đồng thời thu lợi nhuận kếch xù từ bán cơ quan tạng [...] những phỏng vấn quan chức cấp cao và bác sĩ trực tiếp tham dự của Trung Quốc [...] con số người chết khiến thế giới phải chấn động [...] Gutmann đã điều tra sâu vào những nhóm bất đồng quan điểm như học viên Pháp Luân Công, người Tây Tạng, người Duy Ngô Nhĩ, và các nhóm nhà thờ Ki Tô giáo tại giáo [...]".
Theo ông Gutmann, khoảng 65.000 học viên Pháp Luân Công đã bị giết để lấy tạng từ 2000 đến 2008.

### Điều tra và chất vấn từ các bên khác
Tờ báo Times năm 2006 đưa tin một môi giới Nhật Bản lâu nay vẫn môi giới khoảng 30–50 ca du lịch sang Trung Quốc hàng năm để ghép tạng với nguồn tạng là tù nhân 
Ông Edward McMillan-Scott, Phó chủ tịch Nghị viên châu Âu, sau chuyến đích thân sang Trung Quốc điều tra, đã tuyên bố rằng khoảng 400 cơ sở Y tế tại Trung Quốc đang có hoạt động bán cơ quan tạng người; ông cũng dẫn chứng trường hợp cụ thể về những quả thận đang được chào bán với giá 60,000 đô-la Mỹ một quả.
Ngay hôm trước ngày viếng thăm Hoa Kỳ của Chủ tịch nước Trung Quốc bấy giờ, ông Hồ Cẩm Đào, đã có 800 thành viên Hội cấy ghép Anh quốc lên tiếng phản đối Trung Quốc thu hoạch tạng từ tù nhân, trên cơ sở hiện trạng ở Trung Quốc là không minh bạch việc này, không thể có kiểm chứng độc lập rằng tù nhân đã đồng ý. Tổ chức Y khoa Thế giới (WMA) cũng lại một lần nữa lên tiếng chỉ trích với lý do tương tự.
Tháng 9-2006, BBC đưa tin bởi Rupert Wingfield-Hayes, đã chỉ ra một vụ mặc cả mua cơ quan tạng với bác sĩ Trung Quốc ở Bệnh viên số 1 thành phố Thiên Tân.

## Phản ứng

### Phản ứng từ Trung Quốc

#### Phản ứng chính thức
Nếu Trung Quốc công khai minh bạch nguồn tạng cấy ghép, mà điều ấy cũng không khó thực hiện và đồng thời cũng hợp với hệ thống luật pháp hiện hành của Trung Quốc, thì đã mọi thứ đã rõ ràng từ lâu. Liệt kê một số việc cụ thể, những việc mà lẽ ra Trung Quốc phải làm từ lâu, với tư cách cường quốc số 2 về số ca cấy ghép:
1. Công khai những trường hợp lĩnh án tử hình.
2. Cho phép bên thứ ba kiểm chứng những trường hợp hiến tạng.
3. Xây dựng hệ thống quyên tạng hiến giống như các nước có phát triển ngành cấy ghép tạng.

Nhưng bao năm qua, Trung Quốc không hề đi theo con đường đó.
1. Năm 2001, khi bị chất vấn sau sự kiện Vương Quốc Kỳ, Trung Quốc thẳng thừng phản bác, và nói ông Vương là nói dối
2. Năm 2005, khi cấy ghép đã tràn lan, Trung Quốc thừa nhận tù nhân chính là nguồn tạng cho cấy ghép (nghĩa là trái ngược với tuyên bố 2001)
3. Năm 2006 và 2007, khi bị chất vấn về chênh lệch các con số, thì Trung Quốc không giải thích cho chênh lệch đó, mà thay vào đó đưa ra luật cấm mua bán tạng trái phép[53] và cấm các cơ sở cấy ghép tạng không có đăng ký hành nghề ở Trung Quốc[54].

Những đạo luật đó nghe thoáng thì rất ổn, nhưng trên thực tế thì dù thực tế có triển khai các đạo luật đó, thì cũng chỉ ảnh hưởng tới các cơ sở dân sự hoặc cơ quan ngoài quân đội; còn các cơ sở ý tế thuộc quân đội hoàn toàn nằm ngoài kiểm soát của những đạo luật này. Mà trên thực tế, qua điều tra những bệnh nhân đã từng sang Trung Quốc làm khách du lịch nhận tạng, thì các cơ sở quân đội mới chiếm tỷ lệ lớn trong hoạt động cấy ghép tạng ở Trung Quốc.
Quả nhiên, tờ China Daily của Trung Quốc đã báo cáo rằng tháng 8-2009 khoảng 65% ca cấy ghép vẫn là từ tù nhân đã lĩnh án tử hình mà như Thứ trưởng Bộ Y tế, ông Hoàng Khiết Phu tuyên bố đó là "nguồn tạng không thích hợp cho cấy ghép".
Tháng 3-2010 ông Hoàng tuyên bố lần chạy thử nghiệm lần đầu tiên chương trình thu gom tạng hiến tặng được tiến hành kết hợp giữa Hội chữ thập đỏ và Bộ Y tế.
Tháng 4 năm 2013, ông Hoàng lại thay đổi quan điểm khi tuyên bố rằng tạng của tù nhân đã lĩnh án tử hình cũng là thích hợp cho chương trình thu gom tạng hiến tặng, và bày tỏ rằng Trung Quốc vẫn tiếp tục sử dụng tù nhân làm nguồn tạng cho tới khi dần dần có được nguồn tạng thay thế. Chính sách đó của Trung Quốc bị chỉ trích mạnh mẽ, ví dụ Giáo sư Fiatarone Singh đã nói thẳng: "Đây là vấn đề đạo đức. Không thể là các ông bảo các ông sẽ dần dần thôi làm như thế sau vài năm. Mà là các ông phải chấm dứt ngay lập tức. Như lời của ông Hoàng thì nghĩa là 95% đến 99% nguồn tạng [ở Trung Quốc] là từ tù nhân bị hành quyết, kể cả những ca do đích thân ông ta mổ lấy tạng".
Tù nhân vẫn là nguồn tạng chính thức năm 2014. Tháng 3-2014 ông Hoàng Khiết Phu, chủ tịch Hội đồng Hiến tạng Trung Quốc và nguyên thứ trưởng Bộ Y tế tuyên bố rằng chương trình thu gom tạng hiến của ông đã thu được tổng số 1.570 tạng kể từ năm 2010. Con số này không đáng kể so với con số tạng được Trung Quốc cấy ghép. Ngày 4-12-2014, vài ngày trước sự kiện Ngày Nhân quyền Quốc tế 10-12, ông Hoàng tuyên bố là Trung Quốc sẽ chấm dứt việc lấy tạng từ tù nhân vào 1-1-2015. Giới quan sát cho rằng "Không có bất kỳ dấu hiệu nào trong tình hình hôm nay chỉ ra rằng [Trung Quốc] sẽ thực hiện lời tuyên bố đó", và nói thẳng rằng đó "chỉ là nỗ lực của chính quyền Trung Quốc để đánh lạc hướng dư luận quốc tế chống lại hoạt động này"; dù sao đi nữa năm 2013 Trung Quốc đã từng hứa hẹn rằng sẽ chấm dứt thu hoạch tạng từ tù nhân vào giữa năm 2014 và họ đã không thực hiện.

#### Phản ứng không chính thức
Ngoài những phản ứng chính thức nói trên, thì không thể không kể đến những phản ứng không chính thức gây nhiễu thông tin. Điển hình nhất là mỗi khi vấn đề mổ cướp tạng được đặt ra ở đâu đó thì Trung Quốc lại tới đó ngăn cản và đưa ra tuyên truyền chống phá Pháp Luân Công gây nhiễu thông tin và làm người nghe lầm tưởng nạn mổ cướp tạng là vấn đề gì đó riêng của Pháp Luân Công.
Thực tế, nạn mổ cướp tạng ở Trung Quốc là vấn đề liên quan đến hệ thống Y tế, cơ chế ra luật và thực hành luật, vấn đề đạo đức nghề nghiệp, vấn đề nhân quyền nhất là vi phạm nhân quyền trong việc đối đãi tù nhân,... của chính Trung Quốc, và những vấn đề đó đã có từ lâu, rất lâu trước khi cuộc đàn áp Pháp Luân Công bắt đầu.
Một phản ứng không chính thức nữa là loan tin đặc trưng gây nhiễu và hiểu lầm, là đưa ra những bài báo, tin tức tìm cách đổ lỗi cho "thị trường chợ đen", hoặc các nước khác cũng có thị trường chợ đen chứ không chỉ Trung Quốc, hoặc đưa một "đường dây mua bán tạng phi pháp" ra công lý. Cứ như thể là nhà nước Trung Quốc đang rất nỗ lực giải quyết vấn đề này..
Kỳ thực, cách đánh lạc hướng thông tin như vậy chỉ có thể gây nhiễu khán giả thông thường. Chỉ cần có một chút nhận thức vấn đề này là có thể thấy ngay rất nhiều tin trong đó cố tình né tránh vấn đề chính, tức là nạn cướp tạng ở Trung Quốc:
1. Tầm cỡ du lịch ghép tạng ở Trung Quốc lớn đến nỗi không cách nào đổ lỗi cho "chợ đen"; ngoài ra bản thân công nghệ cấy ghép là công nghệ cao, không phải ai muốn làm cũng có thể làm được.
2. Đầu vào của thị trường chợ đen chủ yếu là thu mua tạng của người nghèo, và nói chung chỉ có thận. Chỉ có sự tồn tại ngân hàng tạng dồi dào như tù nhân mới có thể duy trì hoạt động du lịch ghép tạng hiện nay ở Trung Quốc với đủ loại cơ quan tạng và thời gian chờ đợi ngắn một cách bất thường. Hơn nữa, thực tế đã chỉ ra rằng từ lâu, Trung Quốc vẫn thực hành việc thu hoạch tạng từ tù nhân bị hành quyết.

### Phản ứng từ cộng đồng học viên Pháp Luân Công
Cộng đồng học viên Pháp Luân Công lên án mạnh mẽ nạn mổ cướp tạng ở Trung Quốc, nơi mà các học viên là nhóm nạn nhân chính. Họ mở các sân khấu nhỏ ngoài phố ở rất nhiều nơi trên thế giới diễn cảnh bác sĩ Trung Quốc mổ cướp tạng học viên của họ như thế nào.

### Phản ứng từ DAFOH
Năm 2013, Hiệp hội các bác sĩ chống mổ cướp tạng (DAFOH) đã kiến nghị với Hội đồng Nhân quyền Liên Hợp Quốc, kêu gọi hành động ngay lập tức để chấm dứt hoạt động mổ cướp tạng phi đạo đức từ các tù nhân lương tâm tại Trung Quốc. DAFOH cũng kêu gọi chấm dứt cuộc đàn áp học viên Pháp Luân Công, các nạn nhân chủ yếu của nạn mổ cướp tạng..
DAFOH cũng tiến hành thu thập chữ ký khắp thế giới, cả trên website và qua con đường ký trực tiếp, để đề cao nhận thức trong quần chúng đồng thời kêu gọi chấm dứt nạn mổ cướp tạng ở Trung Quốc. Từ tháng 7 và tháng 11 năm 2013, gần 1,5 triệu người ở hơn 50 quốc gia và vùng lãnh thổ đã ký ủng hộ theo chương trình thu thập chữ ký của DAFOH.

### Phản ứng chính thức của EU
Ngày 12 Tháng 12, 2013, Nghị viện châu Âu thông qua nghị quyết RC-B7-0562/2013 chống nạn mổ cướp tạng ở Trung Quốc; trong đó có đoạn viết: "Yêu cầu Chính phủ Cộng hoà Nhân dân Trung Hoa chấm dứt ngay lập tức hoạt động thu hoạch tạng từ tù nhân lương tâm, từ các nhóm tín ngưỡng, và các nhóm dân tộc", và viết: "Yêu cầu Trung Quốc lập tức thả tất cả các tù nhân lương tâm, gồm cả các học viên Pháp Luân Công".

### Phản ứng chính thức của Hoa Kỳ
Ngày 30 tháng 7 năm 2014 Uỷ ban Đối ngoại Hạ nghị viện Hoa Kỳ đã thông qua dự thảo nghị quyết 281 chống nạn mổ cướp tạng ở Trung Quốc; trong đó có đoạn viết: "Phải chấm dứt ngay lập tức hoạt động thu hoạch tạng từ học viên Pháp Luân Công, từ tù nhân lương tâm, từ các nhóm tín ngưỡng, và các nhóm dân tộc", và có đoạn: "Yêu cầu lập tức thả ngay các học viên Pháp Luân Công và các tù nhân lương tâm khác".

### Phản ứng chính thức của Canada
Ngày 6 tháng 11 năm 2014, Tiểu ban Nhân quyền Quốc tế Nghị viện Canada đã thông qua kiến nghị phản đối việc mổ cướp tạng ở Trung Quốc.

## Thông tin mang tính chuyên môn

### Thu hoạch cơ quan tạng, vấn đề bảo quản, vấn đề đào thải và tương thích
Thu hoạch cơ quan tạng hoặc giải phẫu mổ lấy tạng là một khâu bắt buộc trong hoạt động cấy ghép cơ quan tạng.
Khoa học hiện đại chưa có biện pháp hữu hiệu để bảo quản tạng. Gan, thận, tim,... thường buộc phải cấy ghép ngay trong tối đa 12 giờ hoặc 24 giờ sau khi lấy ra khỏi cơ thể người hiến tạng. Giác mạc mắt thì khác, nó có thể được xem là mô chết, do đó có thể bảo quản lâu hơn. Ngoài ra thời gian thu hoạch giác mạc cũng nhanh hơn nhiều so với thu hoạch các tạng khác.
Tạng hay mô cấy ghép buộc phải tương thích với cơ thể người nhận, nếu không thì sẽ bị cơ thể đào thải. Ngày nay, với việc sử dụng liều cao các thuốc chống đào thải, thì yêu cầu này đã giảm nhiều. Nhưng ít nhất vẫn là phải phù hợp nhóm máu và một số tiêu chí khác.

### Thời gian chờ đợi tìm tạng thích hợp ở Trung Quốc là quá nhanh
Hạn chế về bảo quản và yêu cầu tương thích chính là lý do tại sao ở các quốc gia khác, mặc dù có chương trình khuyến khích và thu gom tạng hiến, thì bệnh nhân vẫn phải đợi hàng mấy năm mới tìm được tạng phù hợp. Việc thời gian chờ đợi tìm tạng phù hợp ở Trung Quốc ngắn một cách khác thường chứng tỏ rằng tại Trung Quốc đang tồn tại một kho tạng sống rất lớn.
Du khách đến trung quốc để ghép tạng thậm chí chỉ phải đợi trong 1 tuần để có tạng thích hợp. Trong báo cáo ghi rõ: "chỉ cần phải đợi trong 1 tuần để tìm được gan hoặc thận tương thích; tối đa là 1 tháng"
Trường hợp tương tự sẽ phải đợi từ 6 tháng đến 4 năm ở Úc, hoặc thậm chí 6 năm ở Canada (thông tin năm 2011), hoăc khoảng 3 năm ở Anh Quốc.

### Luật pháp và đạo đức

#### Vấn đề "chết não"
Ở các quốc gia phát triển ngành cấy ghép cơ quan tạng, người ta phải thông qua luật về chết não, nghĩa là một người được tính là đã tử vong theo luật này khi mà não vì lý do nào đó (như vị tai nạn) mà không hoạt động nữa và không có khả năng khôi phục (chi tiết các quốc gia có thể có khác biệt nhỏ). Luật này cho phép mở ra hành lang hợp pháp hoá hoạt động thu hoạch tạng. Hiện nay Trung Quốc vẫn chưa ban hành luật này. Mặc dù trong quá trình dự thảo luật về cấy ghép tạng năm 2007 ở Trung Quốc, vấn đề này đã được đưa ra, nhưng nó đã không được đưa vào luật.

#### Vấn đề "hiến tặng"
Từng quốc gia cần có đạo luật thích ứng. Năm 2006 Trung Quốc tuyên bố thuận theo bộ Nguyên lý đó: "Người hiến tạng phải là tự nguyện, hiểu rõ quyết định của họ đưa ra cũng như nhận thức rõ về những gì sẽ xảy ra với họ, và người hiến tạng có quyền thay đổi quyết định vào phút cuối cùng" nhưng những hoạt động trên thực tế là hoàn toàn trái lại.
Để tránh nạn lạm dụng, tránh tệ nạn phát sinh ngoài tầm kiểm soát (nhất là với người rất nghèo hoặc thiếu thông tin dễ bị lừa), luật pháp cũng cần đồng thời chỉ rõ đối tượng thế nào mới được xem là đối tượng được phép hiến tặng. Thông thường là người thân cùng gia đình. Ở các quốc gia phát triển hệ thống quyên góm tạng, thì có thể là từ cộng đồng dân chúng khi đã qua thủ tục của hệ thống, thường là người bị tai nạn,... Nhưng ở Trung Quốc, thì tù nhân bị hành quyết cũng được đưa vào là đối tượng có thể hiến tặng.
Về hành lang luật pháp, thì Trung Quốc là đã có. Nhưng qua cách chào bán của các bệnh viện Trung Quốc, và sự thật là Trung Quốc vẫn không minh bạch việc xác minh nguồn tạng, đã gây ra những chỉ trích rất nhiều năm qua.

#### Luật xuyên quốc gia và du lịch ghép tạng
Hiện tượng du lịch ghép tạng diễn ra tràn lan một phần là vì không có đạo luật có tính xuyên quốc gia giải quyết vấn đề này. Một bệnh nhân sang Trung Quốc làm khách du lịch ghép tạng sẽ không bị bất kể vấn đề gì về luật pháp, trong khi đó nếu người đó nhận một cơ quan tạng có nguồn gốc không minh bạch ở chính quốc gia đang ở, thì sẽ gặp vấn đề. Các hoạt động môi giới xuyên quốc gia cũng vì thế mà không có vấn đề gì; mặc dù người môi giới có thể đi tù nếu anh ta làm điều ấy chỉ ở nội trong quốc gia đó.
Trước tình hình du lịch ghép tạng phát triển rất mạnh hiện nay, việc ban hành luật xử lý vi phạm xuyên quốc gia là cần thiết cho ngành cấy ghép cơ quan tạng này, và đã có những kêu gọi các quốc gia hãy ban hành điều luật này.
Tuy nhiên thực trạng hiện nay, mặc dù đã có những cảnh báo mang tính cung cấp thông tin và tư vấn khuyên người dân không đi du lịch ghép tạng ở những nơi nguồn tạng không minh bạch, thì vẫn chưa có quốc gia nào đưa ra luật xuyên quốc gia nhắm vào người bệnh và/hoặc nhắm vào người môi giới. Hiện nay chỉ duy nhất Israel cấm sang Trung Quốc nhận ghép tạng.

### Hệ thống thu gom tạng hiến
Các quốc gia phát triển ghép tạng đều phải phát triển chương trình khuyến khích và thu gom tạng hiến (ví dụ Mạng lưới Quyên thu tạng hiến của Hoa Kỳ) với mụch đích quyên thu tạng hiến từ cộng đồng dân chúng. Hiện nay, Trung Quốc là quốc gia duy nhất trên thế giới còn chính thức lấy tạng từ tù nhân.
Người thân cùng gia đình tình nguyện hiến luôn là con số rất nhỏ, và cũng chỉ cấp những tạng không dẫn đến tử vong, ví dụ như thận. Tù nhân bị án tử hình trẻ tuổi còn có tạng vẫn khoẻ mạnh cũng không ổn định và không nhiều. Nhất là ở các quốc gia phát triển, nhiều nơi đã loại bỏ hẳn án tử hình, thì ở đó không có nguồn tạng này.
Do đó, muốn phát triển bền vững ngành cấy ghép tạng thì bắt buộc phải phát triển chương trình hoặc hệ thống khuyến khích và thu gom tạng hiến tặng và đối tượng là dân chúng nói chung.
Những phản ứng của Trung Quốc kể từ khi bùng nổ du lịch ghép tạng năm 1999/2000 đến nay (14/15 năm) đều chỉ là những tuyên bố hoặc ban hành những đạo luật, nhưng họ không hề tỏ ý định nghiêm túc phát triển một hệ thống hay chương trình thu gom tạng hiến như vậy. Đã có những nỗ lực, nhưng đến nay vẫn chưa có hệ thống nào hoạt động hiệu quả trên thực tế. Tính đến tháng 3 năm 2014, hệ thống này chỉ quyên được 1.570 tạng sau 4 năm hoạt động một con số không đáng kể so với số tạng được cấy ghép ở Trung Quốc, mà đó là với chính sách dùng tù nhân làm đầu vào cho chương trình hiến tạng này.
Đây chính là điều rất đáng quan ngại. Vì khi không có hệ thống quyên thu tạng hoạt động theo đúng nghĩa, thì hoặc là (i) toàn bộ ngành cấy ghép tạng khổng lồ của Trung Quốc lẽ ra đã bị tê liệt, hoặc là (ii) những đạo luật và tuyên bố nói trên đang không được thực hiện một cách nghiêm túc, và Trung Quốc vẫn tiếp tục hoạt động cướp tạng từ tù nhân. Hiện nay ngành ghép tạng ở Trung Quốc vẫn đứng thứ 2 trên thế giới, và trong bối cảnh hiện nay, cấy ghép tạng đang là nguồn thu lớn của Y tế và Quân đội Trung Quốc, thì khả năng (i) sẽ rất khó xảy ra.